# 傅氏家庙
傅氏家庙，位于中国广东省佛山市禅城区隔塘大街28号，为佛山市市级文物保护单位，类型为古建筑，公布时间为1998年4月30日。
傅氏家庙的历史年代为清代。